# Église des Cordeliers de Lons-le-Saunier
Pour les articles homonymes, voir Église des Cordeliers.
L'église des Cordeliers est une église catholique située à Lons-le-Saunier, dans le département du Jura en France.

## Localisation
L'église est située au 11 rue des Cordeliers à Lons-le-Saunier.

## Historique
Le couvent et l’église des Cordeliers sont fondés en 1250 par les franciscains, et dotés par la famille de Vienne. Un incendie détruit l’ensemble en 1536 ; il est reconstruit entre 1540 et 1593, autour du chœur originel. Un autre incendie, en 1637, conduit à une seconde reconstruction, en 1731, qui voit l’édification de la façade actuelle.
Le portail de l’église est inscrit au titre des monuments historiques le 8 mai 1933 puis le reste de l'église le 12 mai 1999.

## Description
Le portail à l’entrée est dans son état d’origine, ayant échappé aux incendies. À l’intérieur de l’édifice, on peut voir les stalles du chœur et l’orgue de Callinet. L’instrument provient de l’abbaye Saint-Pierre de Gigny, et est transféré par les frères Joseph et Claude-Ignace Callinet à l’église des Cordeliers en 1842. Il sera ensuite modifié par Aristide Cavaillé-Coll qui lui ajoute un pédalier à l’allemande en 1863, puis par Charles Michel - Merklin. Entre 1982 et 1985, le gersois Mainponte de l’Isle Jourdain et le vauclusien Pascal Quorin restaurent respectivement le buffet et la partie instrumentale dans l’état originel de 1842.
La crypte, abritant les sépultures de la famille de Chalon, est inaccessible au public.

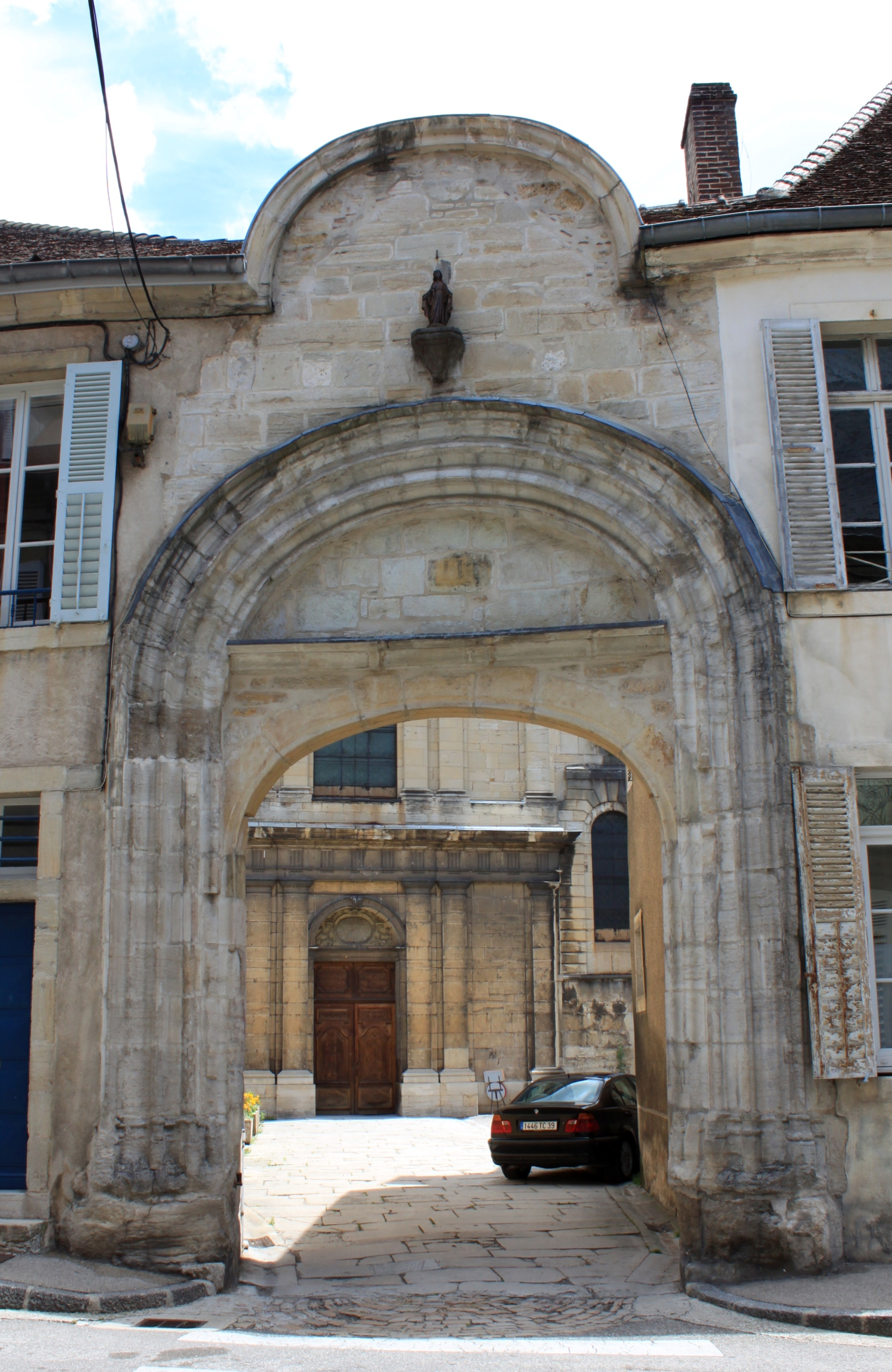
Portail de l’église.
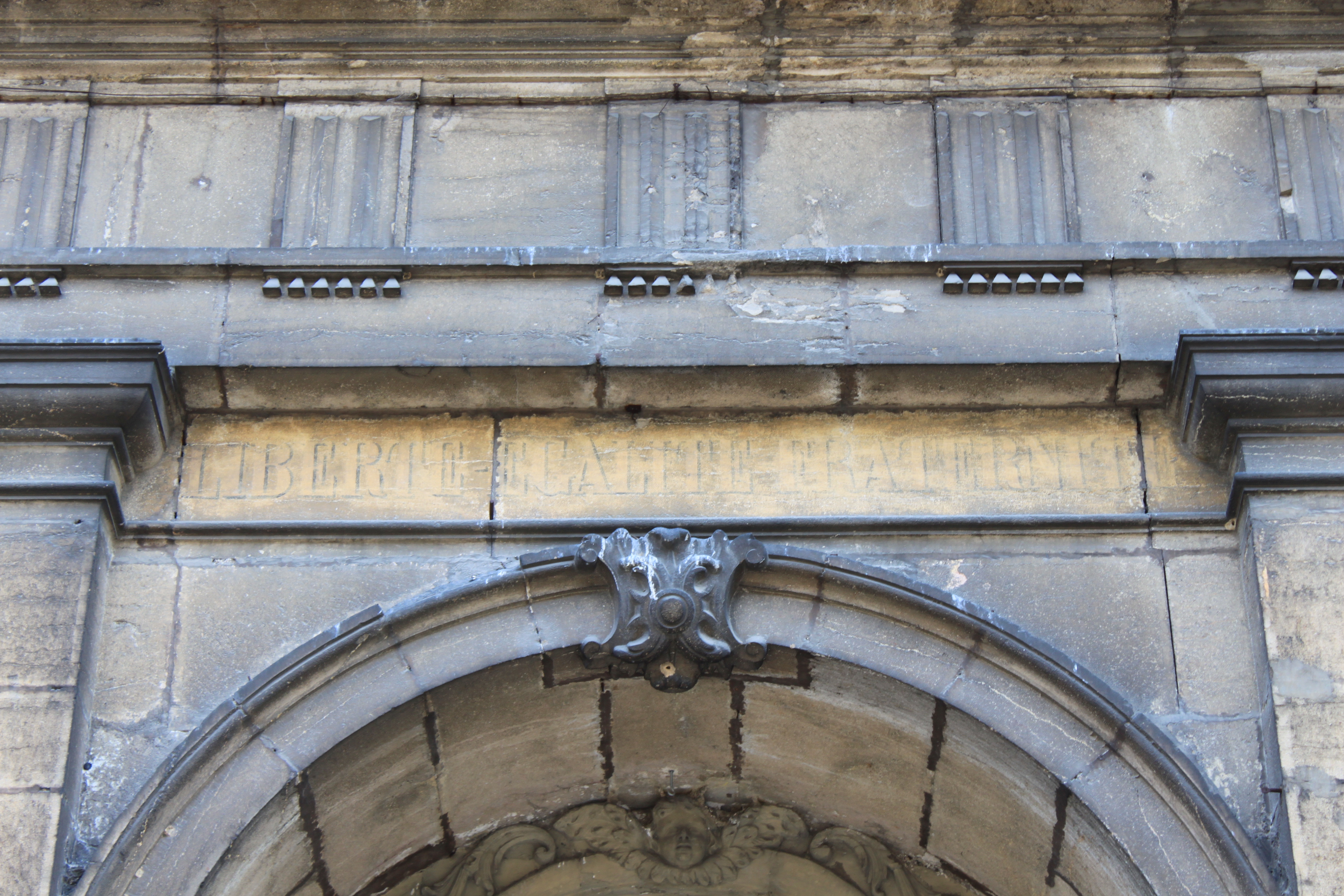
Détail du fronton du portail.
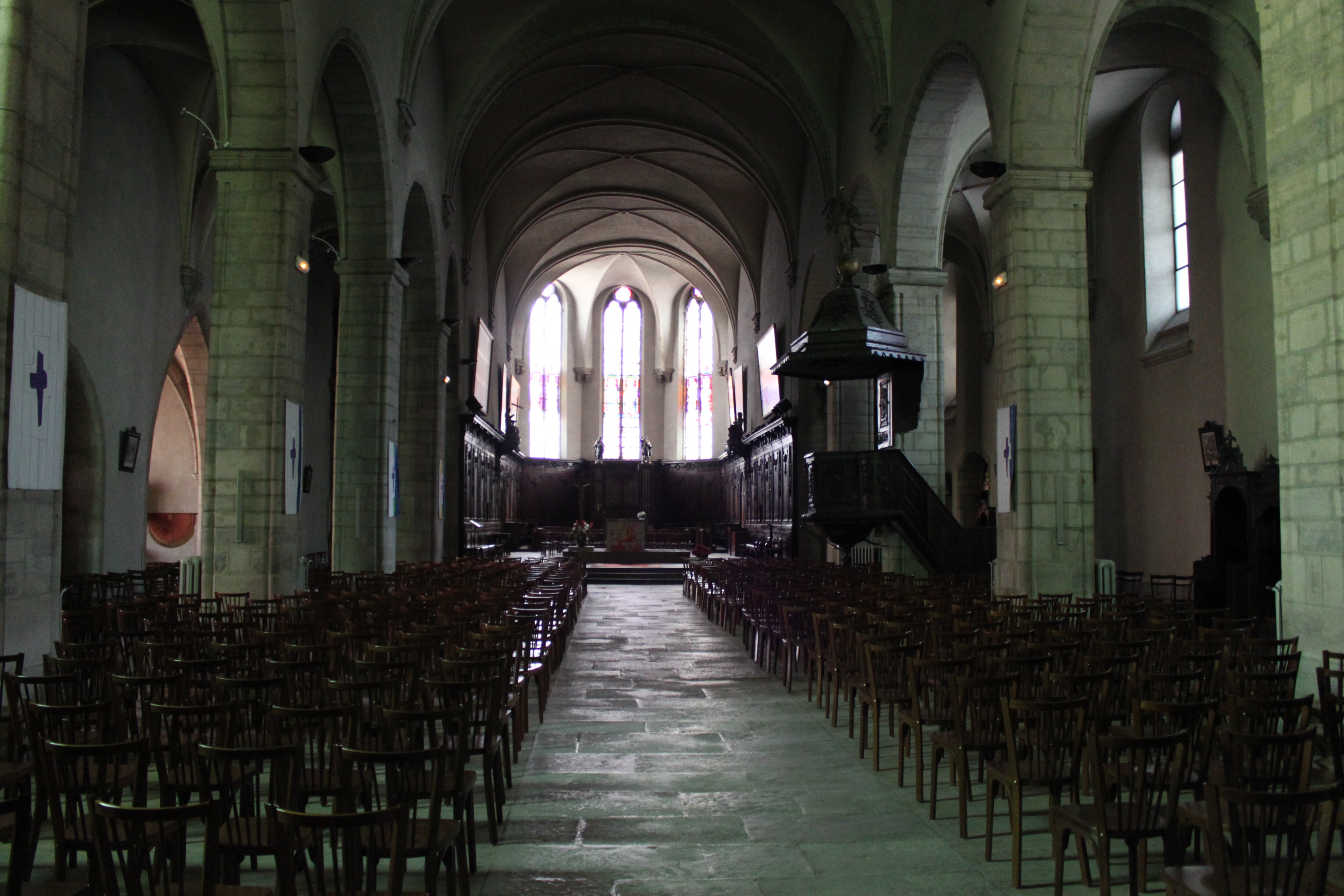
Vue sur la nef depuis l’entrée.
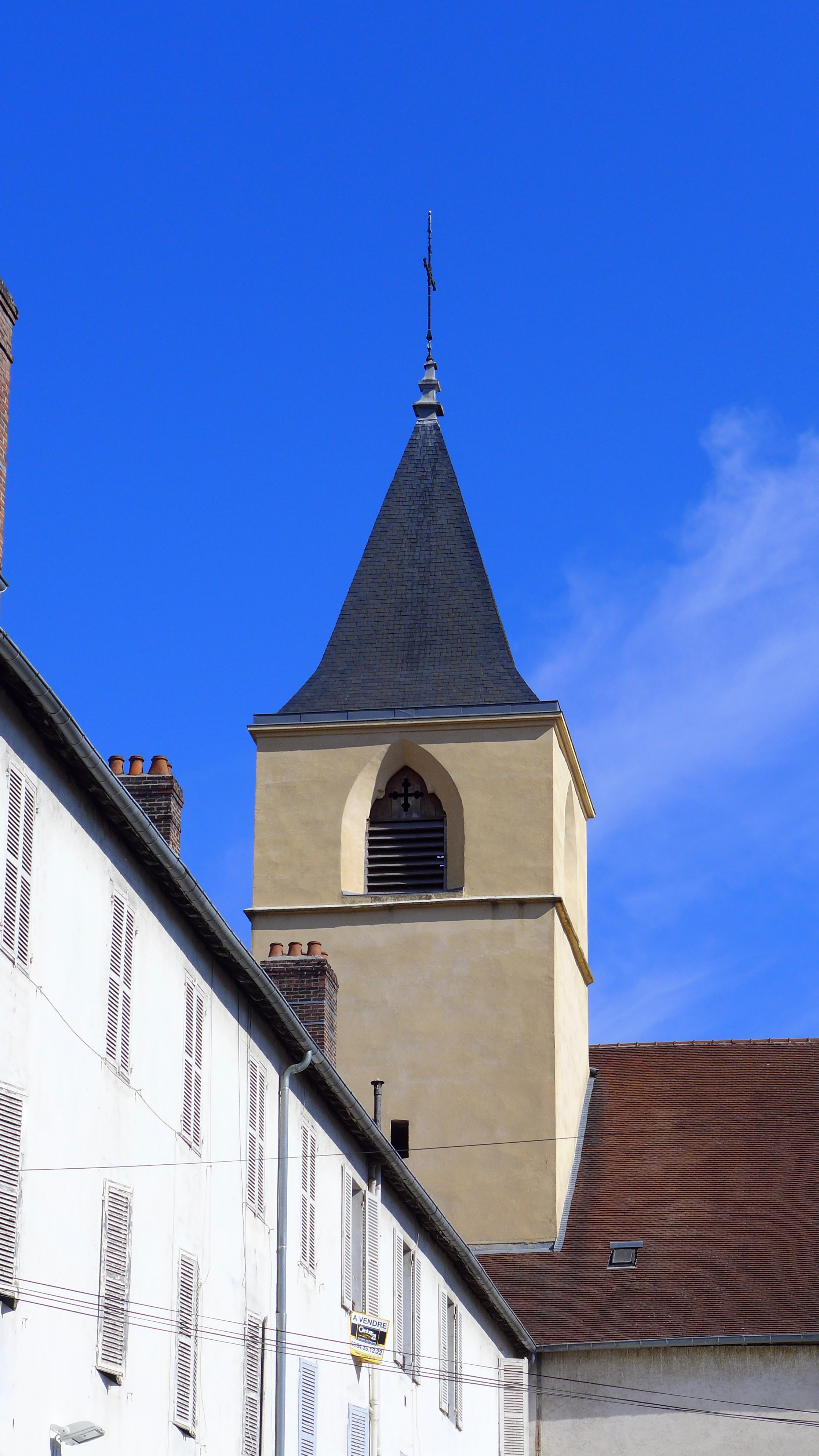
Clocher de l’église.